# Dysgonia selenitaenia
Dysgonia selenitaenia là một loài bướm đêm trong họ Erebidae.